# Jonas Modén
Jonas Emanuel Modén, vanligtvis benämnd med initialerna J. E., född 26 mars 1882 i Östersund, död 11 december 1968, var en svensk publicist.
Modén arbetade på Jämtlands-Posten 1903–1904, Nordsvenska Dagbladet 1904–1906 och Sundsvalls Tidning 1906–1911.
Han anställdes som redaktionssekreterare i Gefle Dagblad i december 1911. Från den 1 januari 1919 var han redaktör och ansvarig utgivare för denna tidning. Han var chefredaktör fram till 1951 när han efterträddes av Erik Brandt. Han stannade kvar som vd för Gefle Dagblads AB fram till den 1 april 1953, varefter han gick i pension.
Hans fru, Gerda Modén, var som ordförande i Gävle FKPR en framstående rösträttskvinna i Gävleborg. Makarna är begravda på Gamla kyrkogården i Gävle.